# Puente Kopu
El Puente Kopu (en inglés: Kopu Bridge; originalmente Puente Hauraki y a veces Puente del río Waihou) es un puente colgante de un solo carril que atraviesa el río Waihou, en el Distrito Thames-Coromandel en la Isla Norte de Nueva Zelanda. 
El puente se terminó en 1928 y fue parte de la carretera estatal 25. Tiene 43 metros de largo y una longitud total de 463 metros, el puente fue el más largo con un solo carril y el más antiguo de la red estatal de carreteras. Como el primer paso disponible del río Waihou y el vínculo principal entre las llanuras de Hauraki y la península Coromandel, posee una gran cantidad de tráfico, especialmente durante los días festivos. Debido a un aumento gradual en el tráfico entre Auckland y la Península de Coromandel, en la década de 1990 el puente se convirtió en el puente de un solo carril más utilizado en el país, con un volumen de tráfico de un promedio de 9.000 vehículos por día.